# Сєрих Костянтин Костянтинович
Костянтин Костянтинович Сєрих (26 квітня 1943, село Вахнівка Липовецького району Вінницької області) — український радянський діяч, фермер, 1-й секретар Липовецького районного комітету КПУ Вінницької області, секретар Ровенського обласного комітету КПУ.

## Біографія
Закінчив Ладиженський технікум механізації сільського господарства Вінницької області.
Працював викладачем виробничого навчання середньої школи.
Служив у Радянській армії, де обирався звільненим секретарем комітету комсомолу військової частини.
Член КПРС з 1964 року.
Після армії тринадцять років працював у Вахнівському відділенні «Сільгосптехніки» Вінницької області: завідувач майстерень, заступник керуючого, головний інженер, керуючий відділення. Сім років обирався секретарем первинної партійної організації відділення.
Закінчив заочно Львівський сільськогосподарський інститут (інженер-механік) та Вищу партійну школу при ЦК КПУ.
У 1978—1980 роках — секретар, 2-й секретар Липовецького районного комітету КПУ Вінницької області.
У 1980—1985 роках — 1-й секретар Липовецького районного комітету КПУ Вінницької області.
У 1985 — вересні 1987 року — інспектор ЦК КПУ.
17 вересня 1987 — 1991 року — секретар Ровенського обласного комітету КПУ.
Потім проживав у селі Демидівці Тростянецького району Вінницької області, де займався фермерством. Один із засновників селянського (фермерського) господарства «Демидівське» та Сільськогосподарського товариства з обмеженою відповідальністью імені Могильчака села Демидівки.

## Нагороди
- орден «Знак Пошани»
- чотири медалі